# 成城大学短期大学部
成城大学短期大学部（せいじょうだいがくたんきだいがくぶ、英語: Seijo University Junior College）は、東京都世田谷区成城6-1-20に本部を置いていた日本の私立大学である。1954年に設置され、2007年に廃止された。大学の略称は成城短大。

## 概要

### 大学全体
- 学校法人成城学園により運営されていた日本の私立短期大学 。1954年に設置された。教養科と商経科を置いていた。

### 教育および研究
- 設置されていた学科は教養科と商経科となっていた。1959年より「教養実習」なるものが執り行われていた。これは、毎週、1回各業界で活躍されている著名人を講師に迎え、日本の政治や経済などの時事問題、国際関係、環境問題、文学、音楽、美術などの講座内容が執り行われた。ちなみに、短大での特別講座は全国的にみると当短大が先駆け的なものとなっていた。

### 学風および特色
- 開学以来、独立独行を理念とした短大となっていた。

## 沿革
- 1954年 成城大学短期大学部として開学。教養科、商経科を置く。
- 1964年 専攻科教養専攻、商経専攻を置く。
- 1978年 成城短期大学（せいじょうたんきだいがく）と改称。
- 1998年 開学当初と同じ成城大学短期大学部に変更。
- 2004年度をもって学生募集を終了。
- 2007年9月14日 正式廃止。

## 基礎データ

### 所在地
- 東京都世田谷区成城6-1-20

## 教育および研究

### 組織

#### 学科
- 教養科：共学 (授与称号：準学士 (教養学))
- 商経科：共学 (授与称号：準学士 (経営学))

#### 専攻科
- 教養専攻：修業年限1年
- 商経専攻：修業年限1年

#### 別科
- なし

#### 取得資格について
- 中学校教諭二級免許状
  - 国語：日本語・日本文学コース
  - 英語：英米文化コース
  - 社会：経営コース
- 当初は中学校教諭ほか高等学校教諭免許状（国語・英語・社会）の教職課程を併設。

### 研究
- 研究論文あり。

## 学生生活

### 学園祭
- 成城大学を参照。

## 大学関係者と組織

### 大学関係者組織
- 成城大学を参照。

### 大学関係者一覧
歴代学長
- 山崎匡輔
- 坂本浩
- 高垣寅次郎
- 大山俊一
- 今井信雄
- 清水眞澄
- 南博方
- 横川新

#### 出身者
- 安藤真理子
- 栗原はるみ
- 黒田知永子
- 紀比呂子

## 施設

### キャンパス
- 大学とキャンパスを共同使用。

### 寮
- なし

## 対外関係

### 系列校
- 成城大学

## 卒業後の進路について
- 一般企業への就職者が大半で、以下の実績一例がある。パナホーム・リクルート・東海旅客鉄道・東日本旅客鉄道・ソフトバンクテレコム・日本電信電話・日立物流・積水ハウス・東京瓦斯・三井不動産・東京電力・東レ・ユニチカ・三菱東京UFJ銀行・オンワード樫山・旭化成・リンナイ・オムロン・キヤノン・三菱電機・トヨタ自動車・パイオニア・オリンパス・バンダイ・サンリオ・伊勢丹・イトーヨーカ堂・髙島屋・阪急百貨店・伊藤忠商事・ヤナセ・丸井・麒麟麦酒・サントリー・りそな銀行・三井住友銀行・日本銀行・みずほコーポレート銀行・ジェーシービー・三菱UFJニコス・日興コーディアル証券・野村證券・日本放送協会・ジェイティービー・日本航空ほか多数あり。

### 編入学・進学実績
- 成城大学文芸学部・経済学部ほか

### 1950年短大設置申請分
- 文部省『申請大学、短期大学等一覧』（PDF）文部省。

### 教員養成機関
- 文部省大学学術局『教員養成課程認定大学短期大学一覧 : 附指定教員養成機関一覧. (昭和30年) / (編)』（PDF）文部省。
- 全国高等学校長協会/編『教員養成課程認定大学短期大学等総覧』第一法規出版。

### 全国学校総覧
- 文部省調査局統計課『全国学校総覧 昭和30年版』青葉書房。
- 文部省『全国学校総覧 昭和34年版』東京教育研究所。
- 文部省調査局統計課『全国学校総覧 昭和40年版』東京教育研究所。
- 文部省調査局統計課『全国学校総覧 昭和41年版』東京教育研究所。
- 文部省『全国学校総覧 昭和61年版』原書房。
- 文部省『全国学校総覧 昭和62年版』原書房。
- 文部省『全国学校総覧 昭和63年版』原書房。
- 文部省『全国学校総覧 1993年版』原書房。
- 文部省『全国学校総覧 1995年版』原書房。
- 文部省『全国学校総覧 2000年版』原書房。

### 全国短期大学高等専門学校一覧
- 文部省『短期大学一覧 昭和53年度 (短期大学資料)』文部省大学局技術教育課。
- 文部省『全国短期大学高等専門学校一覧 昭和61年度』文教協会。
- 文部省『全国短期大学・高等専門学校一覧 平成6年度』文教協会。
- 短大・高専教育研究会監修『全国短期大学・高等専門学校一覧 平成16年度』文教協会。
- 文部科学省『全国短期大学・高等専門学校一覧 平成17年度』文教協会。
- 文部科学省『全国短期大学高等専門学校一覧 平成20年度』文教協会。

### 全国短期大学一覧

#### 文部省
- 文部省高等教育局専門教育課『全国短期大学一覧1986年度』文部省高等教育局。

### 文部科学省
- 文部科学省高等教育局『全国短期大学一覧 2004年度』文部科学省高等教育局。
- 文部科学省高等教育局『全国短期大学一覧 2005年度』文部科学省高等教育局。
- 文部科学省高等教育局『全国短期大学一覧 2008年度』文部科学省高等教育局。

### 日本の私立短期大学
- 日本私立短期大学協会短期大学広報委員会『日本の私立短期大学』日本私立短期大学協会短期大学広報委員会。

#### 短期大学受験案内（晶文社）
- 晶文社出版編集部/編集『全国短期大学受験案内 1990 '90年度用』晶文社。
- 晶文社出版編集部『短期大学受験案内 2005年度用』晶文社出版。

#### 全国短期大学受験要覧（廣潤社）
- 広潤社編集部『全国短期大学受験要覧 昭和64年版』廣潤社。

#### 短期大学案内（梧桐書院）
- 梧桐書院編集部『全国短期大学案内 昭和64年対策版』梧桐書院。

#### 全国短期大学案内（教学社）
- 教学社 編集『全国短期大学案内 1988最新情報版』教学社。

### 蛍雪時代
- 旺文社編集『全国短大＆専修・各種学校受験年鑑'93年(短大蛍雪 1992年9月臨時増刊号)』旺文社。
- 旺文社編集『短大・学科内容案内号 2001 2001年受験用』旺文社。

### 短期大学入学案内冊子
- 成城短期大学『成城大学・成城短期大学 1988』成城短期大学。

### 大学改革支援・学位授与機構
- 大学評価・学位授与機構『学位授与10年のあゆみ:1991-2001』大学改革支援・学位授与機構。